# 高陽郵便局
高陽郵便局（こうようゆうびんきょく）は、広島県広島市安佐北区にある郵便局。民営化前の分類では集配普通郵便局であった。

## 概要
住所：〒739-1799 広島県広島市安佐北区亀崎1-1-33

### 出張所（局外ATM）
民営化前は以下の場所に出張所としてATMを設置していた。現在も同じ場所にATMがあるが、管理はゆうちょ銀行広島支店となっている。
- フジグラン高陽内出張所 - フジグラン高陽1階
- フジグラン高陽グルメシティ高陽内出張所 - グルメアヴェニュー高陽2階

## 沿革
- 1911年（明治44年）3月28日 - 深川（ふかわ）郵便局（三等）として開局[1]。
- 1963年（昭和38年）2月24日 - 口田郵便局および狩留家郵便局から電話交換事務を移管[2]。
- 1967年（昭和42年）9月24日 - 狩留家郵便局から和文電報配達業務を移管。
- 1969年（昭和44年）6月20日 - 電話の加入および料金に関する簡易な事務を除く電話交換業務を広島北電話局に移管
- 1979年（昭和54年）6月4日 - 広島市高陽町中深川から、当時開発の行われていた高陽ニュータウンの地区センター内（高陽町亀崎）に移転するとともに、深川郵便局から高陽郵便局に改称[3]。同日、和文電報受付・配達、電話通話ならびに電話の加入および料金に関する簡易な事務の取り扱いを廃止。
- 1980年（昭和55年）3月3日 - 特定郵便局から普通郵便局に局種改定。同日、狩留家郵便局から集配業務を移管。
- 2000年（平成12年）8月14日 - 外国通貨の両替および旅行小切手の売買に関する業務取扱を開始。
- 2007年（平成19年）10月1日 - 民営化に伴い、併設された郵便事業高陽支店に一部業務を移管。
- 2012年（平成24年）10月1日 - 日本郵便株式会社発足に伴い、郵便事業高陽支店を高陽郵便局に統合。

## 取扱内容
- 郵便、印紙、ゆうパック、内容証明
- 貯金、為替、振替、振込、国際送金、国債、投資信託
- 生命保険、バイク自賠責保険、自動車保険
- ゆうちょ銀行ATM
- 広島市安佐北区内の一部地域（旧高陽町：〒739-17xx）の集配業務
- ゆうゆう窓口

## 周辺
高陽ニュータウンの地区センターの一角に位置する。
- フジグラン高陽
- 広島銀行高陽支店
- もみじ銀行高陽ニュータウン支店
- 寺迫公園

## アクセス
- JR芸備線 下深川駅から徒歩約14分
- 広島交通バス 郵便局前停留所下車
- 山陽自動車道 広島ICから北東へ約5.5km
- 駐車場あり：14台